# 九龍巴士44線
九龍巴士44線是香港一條來往青衣邨及旺角東站的日間巴士路線，是青衣島首條對外的專營巴士路線。

## 歷史
- 1975年10月20日：因配合青衣大橋落成及青衣墟鄉親要求而投入服務，成為青衣島的「開荒牛」，當時是來往荔枝角（橋底）及青衣墟（青衣總站位於現今的天主教聖多默宗徒堂附近，即青衣邨總站對面）。當時除了途經青衣大橋外，還途經荔景山路、九華徑及荔園（即今荔欣苑），也成為首條服務青衣島及荔景山區的巴士路線。
- 1977年12月5日：改行葵涌道，不再經荔景山路及荔灣道。
- 1985年5月31日：荔枝角（橋底）總站更名為美孚。
- 1986年11月2日：延長至旺角火車站（今旺角東站）及青衣邨。
- 1989年2月11日：配合青衣大橋維修而改經青荃橋，但維修完成後並沒有改回。
- 1989年3月13日：清晨巴士44S線投入服務，最初由44線抽調車輛行走，分別是不途經荔枝角道，九龍總站位於旺角西洋菜南街。
- 1990年3月12日：44S線延長至旺角火車站。
- 1991年9月9日：增設深水埗碼頭至青衣邨特別班次。
- 1992年4月27日：增設青衣碼頭至旺角火車站特別班次，平日上午繁忙時間由青衣碼頭開往旺角火車站，下午繁忙時間則由旺角火車站開往青衣碼頭。
- 1993年12月20日：旺角火車站往青衣碼頭的特別班次編為44P。
- 1996年7月8日：44P線繞經宏福花園。
- 1996年9月6日：本線及44P線增設空調服務。
- 1999年3月7日：本線深水埗碼頭至青衣邨特別班次改往東京街為起點。
- 1999年4月4日：深水埗（東京街）至青衣邨特別班次取消。
- 2007年12月2日：因應兩鐵合併，九鐵原有的旺角站改稱「旺角東站」，巴士總站名稱由當日起改稱「旺角東鐵路站」。
- 2010年6月1日：44S停止服務（當時已改由43B線抽調車輛），由41線提早長青頭班車至0520取代。
- 2010年7月1日：改為全空調服務。
- 2014年8月25日：配合41A線路線重組，本線修改青衣區內的行車路線，同時取消44P線。
- 2015年9月5日：增設到站時間預報。[5]
- 2022年10月10日：取消由長安開出之特別班次[6]。
- 2023年4月16日：因應41線取消服務，本線往九龍方向加停葵涌道「葵涌交匯處」。[7]

## 服務時間及班次
| 青衣邨開         | 青衣邨開    | 青衣邨開     | 旺角東站開       | 旺角東站開  | 旺角東站開   |
| 日期             | 服務時間    | 班次（分鐘） | 日期             | 服務時間    | 班次（分鐘） |
| ---------------- | ----------- | ------------ | ---------------- | ----------- | ------------ |
| 星期一至五       | 05:30-06:30 | 12           | 星期一至五       | 06:00-06:45 | 15           |
| 星期一至五       | 06:30-07:24 | 9            | 星期一至五       | 06:45-09:45 | 20           |
| 星期一至五       | 07:24-09:00 | 8            | 星期一至五       | 09:45-11:15 | 15           |
| 星期一至五       | 09:00-10:00 | 10           | 星期一至五       | 11:15-11:29 | 14           |
| 星期一至五       | 10:00-15:00 | 12           | 星期一至五       | 11:29-16:05 | 12           |
| 星期一至五       | 15:00-16:40 | 10           | 星期一至五       | 16:05-17:15 | 10           |
| 星期一至五       | 16:40-18:10 | 15           | 星期一至五       | 17:15-20:42 | 9            |
| 星期一至五       | 18:10-19:30 | 20           | 星期一至五       | 20:42-22:30 | 12           |
| 星期一至五       | 19:30-23:00 | 15           | 星期一至五       | 22:30-00:30 | 15           |
| 星期一至五       | 23:00-23:40 | 20           |                  |             |              |
| 星期六           | 05:30-07:30 | 15           | 星期六           | 06:00-09:00 | 20           |
| 星期六           | 07:30-15:30 | 10           | 星期六           | 09:00-10:30 | 15           |
| 星期六           | 15:30-18:30 | 12           | 星期六           | 10:30-22:30 | 10           |
| 星期六           | 18:30-22:00 | 15           | 星期六           | 22:30-23:30 | 12           |
| 星期六           | 22:00-23:40 | 20           | 星期六           | 23:30-00:30 | 15           |
| 星期日及公眾假期 | 05:30-06:30 | 20           | 星期日及公眾假期 | 06:00-09:00 | 20           |
| 星期日及公眾假期 | 06:30-08:00 | 15           | 星期日及公眾假期 | 09:00-11:00 | 15           |
| 星期日及公眾假期 | 08:00-10:00 | 12           | 星期日及公眾假期 | 11:00-13:00 | 12           |
| 星期日及公眾假期 | 10:00-15:30 | 10           | 星期日及公眾假期 | 13:00-18:30 | 10           |
| 星期日及公眾假期 | 15:30-17:30 | 12           | 星期日及公眾假期 | 18:30-22:30 | 12           |
| 星期日及公眾假期 | 17:30-22:00 | 15           | 星期日及公眾假期 | 22:30-00:30 | 15           |
| 星期日及公眾假期 | 22:00-23:40 | 20           |                  |             |              |

## 收費
全程：$7.4
- 美孚站往旺角東站：$7.2
- 旺角道往旺角東站：$5.8
- 美孚站往青衣邨：$6.5
- 過青荃橋後往青衣邨：$5.1

| - 本線設有12歲以下小童及65歲或以上長者半價優惠。 - 65歲或以上香港居民使用「樂悠咭」，以及12歲以下合資格殘疾兒童使用「殘疾人士身份」個人八達通繳付車資，均可享有每程$2.0或半價（以較低者為準）的票價優惠；12至64歲合資格殘疾人士使用「殘疾人士身份」個人八達通（包括「樂悠咭」），以及60至64歲香港居民使用「樂悠咭」繳付車資，均可享有每程$2.0或全費（以較低者為準）的票價優惠。 - 65歲或以上長者如使用長者或一般個人八達通繳付車資，則只可享有半價優惠；12至64歲合資格殘疾人士如不使用「殘疾人士身份」個人八達通，以及60至64歲人士如不使用「樂悠咭」繳付車資，必須繳付全費。 - 乘客可以現金或八達通於上車時付款，不設找續。 - 每位成人乘客可免費攜帶最多兩名4歲以下而不佔座位的兒童乘客乘車，超額之4歲以下小童必須繳付小童車費乘車。 - 持有「九巴月票」之乘客在車票有效期內，每日可享最多10程任何九龍巴士及龍運巴士路線（包括本路線，以及聯營路線的九龍巴士／龍運巴士提供的班次；惟乘搭機場「A」及「NA」線則可享原價二七折優惠（不會計算每天10次合資格車程））；而B1線則每日可享最多各2程（不會計算每天10次合資格車程）。 - 九龍巴士、城巴、龍運巴士及陽光巴士全職員工及家屬（不包括外判職員）可免費乘搭本路線，惟必須拍職員或職員家屬八達通。 - 乘客亦可透過多元化電子支付系統（e度嘟）繳付車資，包括使用非接觸式VISA卡、JCB卡、萬事達卡、銀聯卡、美國運通、大來國際、Discover Card、Apple Pay、Google Pay、Samsung Pay、AlipayHK「易乘碼」、支付寶、WeChatHK／微信支付「搭車碼」、銀聯雲閃付「乘車碼」及BOC Pay「乘車碼」。乘客使用此付款方式，使用此支付方式的乘客可享有中途下車之分段收費，以及與其他九巴／龍運獨營路線或聯營線九巴／龍運班次之轉乘優惠，惟不適用於與非九巴／龍運路線之轉乘優惠，亦不能享有「公共交通費用補貼計劃」及「長者及合資格殘疾人士公共交通票價優惠計劃」。 |

## 使用車輛
由於本線途經專營巴士低排放區，故必須使用達到歐盟四型或以上排放標準的車輛行走。
最初開線以「亞比安」的VT17AL或VT23AL單層巴士及晚年丹拿A、B型雙層巴士行走。及後改用丹拿／利蘭珍寶"DMS"為主，在1990年代初以MCW 11米（S3M）為主力，踏入2006年，荔枝角廠的MCW巴士大量退役，本線的非空調巴士改為利蘭奧林比安。空調巴士方面，最初是採用1994年丹尼士巨龍空調巴士（AD）行駛，其後換入1997年歐2引擎富豪奧林比安11米空調巴士行駛。
由於青衣邨巴士總站泊位問題，所以本線難以採用12米巴士行走（12米巴士無法進入左起第1個泊位），本線多年來都沒有超低地台巴士行走，受到不少青衣居民及網民投訴，最終九巴派出一輛丹尼士三叉戟行走，但該巴士只可以駛入青衣邨巴士總站最右邊的雙坑泊位。另外，於44S線停止服務前，由於旺角東鐵路站巴士總站泊位問題，所以無法採用以後軸驅動的12米巴士（如果有44S線或食飯車停泊會令中間3個泊位的巴士難以駛出）。當九巴不再安排食飯車於旺角東鐵路站巴士總站停泊後，本線的丹尼士三叉戟後來被富豪超級奧林比安代替。
此路線現時使用17輛亞歷山大丹尼士Enviro 500 MMC 12米（ATENU），均屬青衣車廠。
| 車隊編號  | 車牌   |
| --------- | ------ |
| ATENU816  | TV4414 |
| ATENU1002 | UB8615 |
| ATENU1007 | UC1251 |
| ATENU1009 | UC2036 |
| ATENU1026 | UC4889 |
| ATENU1029 | UC5154 |
| ATENU1101 | UG1486 |
| ATENU1103 | UG2148 |
| ATENU1105 | UG 776 |
| ATENU1111 | UG4652 |
| ATENU1208 | UR6570 |
| ATENU1209 | UR6755 |
| ATENU1211 | UR7512 |
| ATENU1214 | UR9022 |
| ATENU1241 | UU6265 |
| ATENU1249 | VB2918 |
| ATENU1272 | VC5962 |

## 行車路線
青衣邨開經：青綠街、青敬路、迴旋處、楓樹窩路、青衣碼頭巴士總站、楓樹窩路、迴旋處、楓樹窩路、担杆山交匯處、青敬路、長安巴士總站、担杆山路、担杆山交匯處、青荃路、荃青交匯處、荃灣路、葵涌道、長沙灣道、欽州街、荔枝角道、彌敦道、旺角道、洗衣街、亞皆老街及聯運街。
旺角東站開經：聯運街、洗衣街、亞皆老街、彌敦道、荔枝角道、黃竹街、汝州街、欽州街、長沙灣道、荔枝角道、葵涌道、荃灣路、荃青交匯處、青荃路、担杆山交匯處、青敬路、長安巴士總站、担杆山路、担杆山交匯處、楓樹窩路、迴旋處、楓樹窩路、青衣碼頭巴士總站、楓樹窩路、迴旋處、青敬路及青綠街。

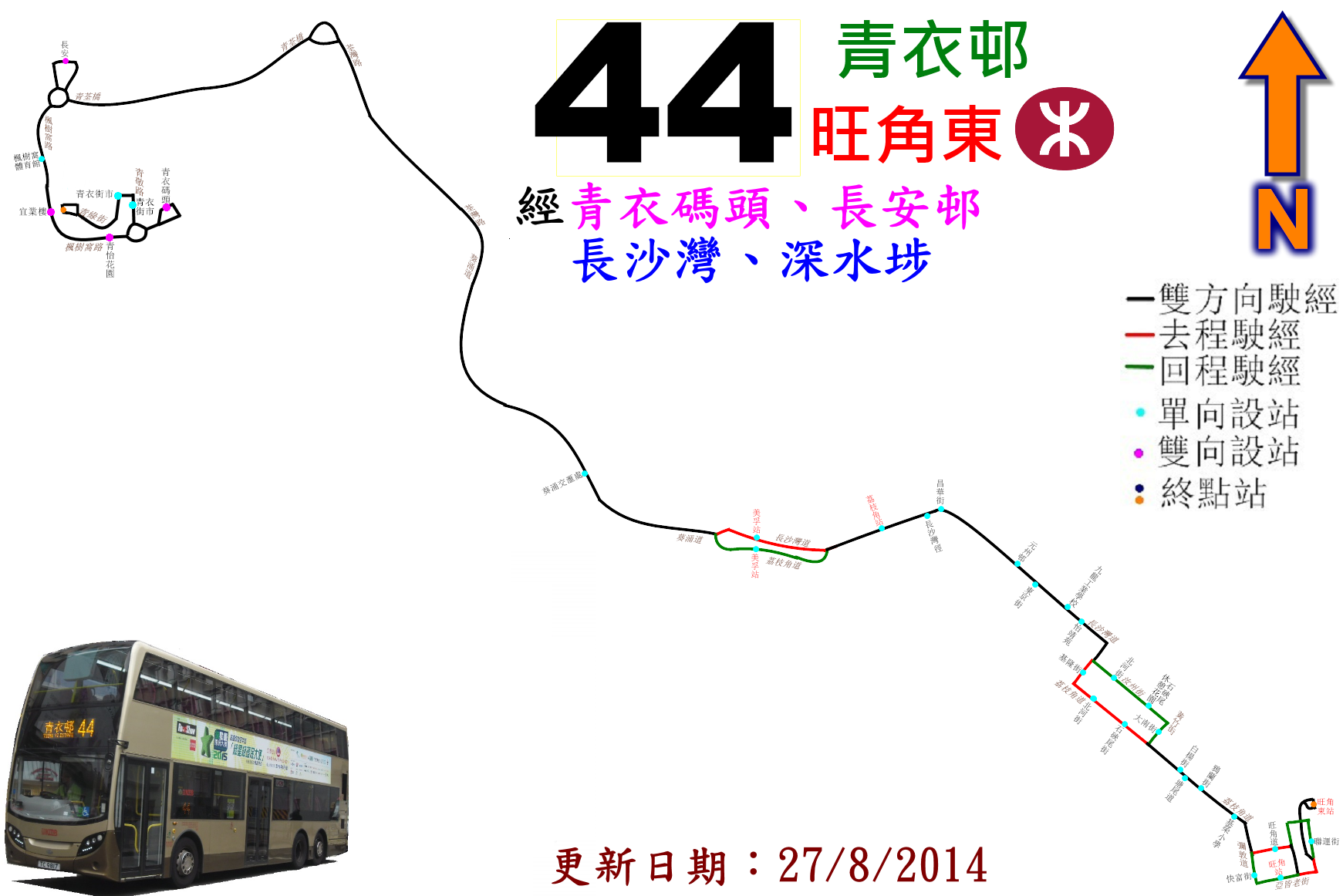
此線的走線圖

具體停站請參考資訊框

## 客量
- 本線服務青衣邨及青衣北部（長發邨及長安邨）居民往返西九龍市區（美孚至旺角）。
- 在港鐵東涌綫通車前，本線由於比41A線更快到達九龍市區，而且車資較低，除非必須前往旺角道以南之地區及尖沙咀東，否則大部份青衣北部的居民皆會選擇本線來往，在長安總站很多時皆大排長龍。
- 但在東涌綫通車後，和41A線一樣，由於本線大部份服務範圍皆接近港鐵站，同時本線服務範圍較少，因此客量有部份流失至港鐵，但由於港鐵需要在荔景站轉車以及需要步行前往，而本線則能一程車直達九龍市區，所以客量沒有太大的流失。
- 由於路線重組後41A不再服務深水埗及長沙灣，吸納原本41A部分客量，在繁忙時間經常全車坐滿甚至頂閘，在非繁忙時間客量亦有提升。
- 展望將來，由於本線服務範圍已成型，客量不會有太大的增長。